# Oziory
Oziory (en russe : Озёры) est une ville de l'oblast de Moscou, en Russie, et le centre administratif du raïon d'Oziory. Sa population s'élevait à 25 721 habitants en 2014.

## Géographie
Oziory est située sur la rive gauche de la rivière Oka, à 157 km au sud-est de Moscou. 

## Histoire
La première mention d'Oziory remonte à l'année 1578. C'était alors le village de Marvinskoïe Ozerko (Марвинское Озерко). À la fin du XVIIIe siècle, il fut renommé Ozerki (Озерки) et finalement Oziory en 1851. Oziory a le statut de ville depuis 1925.

## Population
Recensements (*) ou estimations de la population
| 1926*  | 1939*  | 1959*  | 1970*  | 1979*  |
| ------ | ------ | ------ | ------ | ------ |
| 14 050 | 22 629 | 24 786 | 26 121 | 26 734 |

| 1989*  | 2002*  | 2010*  | 2013   | 2014   |
| ------ | ------ | ------ | ------ | ------ |
| 28 215 | 25 704 | 25 800 | 25 642 | 25 721 |

## Économie
La principale entreprise d'Oziory est la société ZAO Tekstilnaïa Firma "Oka" (ЗАО Текстильная фирма "Ока"), qui fabrique du tissu et des vêtements